# Santa Magdalena de Vilarestau
Santa Magdalena de Vilarestau és una ermita actualment en estat ruïnós, situat al terme municipal de Centelles, a prop del mas del Cerdà de la Garga. Era un petit edifici de pedra de planta rectangular, d'uns 13,2 per 3,5 metres. Actualment en queden els seus vestigis; bona part dels murs laterals però en manca l'absis i la porta d'entrada, que sembla que en foren espoliats. Inicialment, dedicada a Maria, mare de Jesús, va ser construïda l'any 1094 i consagrada l'any 1097. Sembla que en la seva consagració s'hi varen dipositar relíquies de Maria Magdalena, fet que motivà amb el temps el canvi de nom. Formà parròquia independent fins a l'any 1868, any en el qual s'annexà a la parròquia de Sant Martí de Centelles. A partir del segle XX fou abandonada i començà el seu procés d'enrunament.